# Dieter Schwäbl
Dieter Schwäbl (* 8. Dezember 1928 in Berlin; † 23. Dezember 2014 ebenda) war ein deutscher Politiker (SPD).
Dieter Schwäbl wurde 1943 wegen der „Nürnberger Gesetze“ aus der Schule verwiesen. Erst nach dem Ende des Zweiten Weltkriegs 1945 konnte er im Goethe-Pädagogium die Schule fortsetzen, die er 1946 mit der Mittleren Reife abschloss. 1945 trat er der SPD bei. Er studierte an der Deutschen Hochschule für Politik. Schwäbl wurde 1951 hauptamtlicher Gewerkschaftsangestellter bei der Gewerkschaft Öffentliche Dienste, Transport und Verkehr (ÖTV) in Berlin. 1964 wurde er Vorsitzender der ÖTV Berlin und 1965 Vorsitzender der SPD im Bezirk Zehlendorf. 
Bei der Berliner Wahl 1967 wurde Schwäbl in das Abgeordnetenhaus von Berlin gewählt. Auch bei der folgenden Wahl 1971 wurde er in das Parlament wiedergewählt, schied aber zwei Monate später aus, da er vom Senat Schütz II als Senatsdirektor für Eigenbetriebe Berlins ernannt wurde. Nach einem Skandal bei dem Eigenbetrieb Königliche Porzellan-Manufaktur Berlin wurde Schwäbl im Februar 1976 in den einstweiligen Ruhestand versetzt.